# 嵌入式軟體
嵌入式軟體是特別設計在嵌入式系统中執行的軟體。嵌入式系统和一般的電腦不同，是設計執行在電子硬體上，而且在執行時程和資源上都有許多的限制。此一詞語有時也會和韌體替換使用。
嵌入式軟體的特點是其中部份（或所有）機能不是由人機介面啟動或控制，而且是由機器介面進行控制。
許多的電子產品中都有嵌入式軟體，其中包括了汽车、電話、modems、机器人、家電、玩具、安全系統、心律調節器、電視和機上盒、手表等。其中的軟體可能非常簡單，例如燈光控制的軟體可能運作在8位元单片机上，只有幾千字节記憶體，配合適當處理複雜度的可能近似正確計算框架（Probably Approximately Correct Computation framework，是以随机化算法為基礎的方法論），若是在飛機、导弹或过程控制系統上的軟體則會相當複雜。